# جيمس باتس
جيمس باتس (بالإنجليزية: James Butts)‏ هو منافس ألعاب قوى أمريكي، ولد في 9 مايو 1950 في لوس أنجلوس في الولايات المتحدة.

## وصلات خارجية
- جيمس باتس على موقع الاتحاد الدولي لألعاب القوى (الإنجليزية)
- جيمس باتس على موقع اللجنة الأولمبية الدولية (الإنجليزية)
- جيمس باتس على موقع أوليمبيديا (الإنجليزية)